# تیپورت
تیپورت (به انگلیسی: Tayport) یک شهرک در اسکاتلند است که در فایف واقع شده‌است. تیپورت ۷٬۹۲۲ نفر جمعیت دارد.